# Peter Drucker
Peter Ferdinand Drucker (19 de novembro de 1909, Viena, Áustria – 11 de novembro de 2005, Claremont, Califórnia, EUA) foi um escritor, professor e consultor administrativo de origem austríaca, considerado pai da administração ou gestão moderna, sendo o mais reconhecido dos pensadores do fenômeno dos efeitos da globalização na economia em geral e em particular nas organizações — subentendendo-se a administração moderna como a ciência que trata sobre pessoas nas organizações, como dizia ele próprio.

## Vida e ideologia
Afirmava que a empresa que conseguir vender o produto/serviço certo, para o cliente correto, com a distribuição adequada, por um preço ajustado e no momento ideal, verá seus esforços de venda reduzirem-se a quase zero, ou seja, a venda tornar-se-á automática em função de a demanda ter sido corretamente equacionada e trabalhada.
Presidente honorário da Drucker Foundation e professor de ciências sociais da Claremont Graduate na Califórnia, EUA, escreveu muitos artigos e mais de 30 livros. O pensador produziu ao longo de sua carreira uma mistura única de rigor intelectual, popularização, praticidade e profundo conhecimento das tendências cruciais, como definiu Robert Heller, fundador e editor de uma das maiores revistas de negócios inglesas, a Management Today.
Pode-se afirmar que não há management theory (teoria da administração/gestão) que não parta da obra de Drucker. Entre seus livros mais recentes figuram Desafios Gerenciais para o Século XXI, Administrando em Tempos de Grandes Mudanças e Sociedade Pós-Capitalista, todos publicados pela editora Pioneira, atualmente Thomson.
"A administração é um processo operacional composto por funções como: Planejamento, organização, direção e controle." _ Peter F. Drucker
| “ | O planejamento não diz respeito às decisões futuras, mas às implicações futuras de decisões presentes | ” |

Dez anos depois de publicar Administrando para o Futuro (1992), e cinco depois de Administração em Tempos de Grandes Mudanças, em seu livro, Management in the Next Society (2002), Peter Drucker explorou as tarefas imprescindíveis da alta gerência nas primeiras décadas do século XXI.
Ele partiu de uma minuciosa descrição do cenário de negócios mais provável, determinado pela análise das tendências atuais mais marcantes e de suas conseqüências mais lógicas, à luz de circunstâncias históricas esclarecedoras por suas semelhanças com as atuais.
“Já acreditei numa nova economia”, dizia o mais reconhecido dos teóricos da administração. Drucker explicou que isso ocorreu em 1929, quando era estagiário nos escritórios europeus de uma grande empresa de Wall Street. Seu chefe, um economista europeu, estava convencido de que o boom de Wall Street duraria para sempre, e o havia demonstrado de forma “conclusiva” em um livro seu. Dois dias depois da publicação, ocorreu o crash da bolsa.
Setenta anos mais tarde, em meados dos anos 90, Drucker voltaria a ouvir falar de um boom perpétuo do mercado acionário, dessa vez impulsionado pela nova economia. "Senti que já havia estado ali", escreveu em Management in the Next Society, elaborado quase em sua totalidade antes dos atentados de 11 de setembro de 2001 (exceto dois capítulos).
Considerado por muitos o maior guru do management de todos os tempos, Peter Drucker escreveu esse novo livro: Managing in the Next Society, lançado inicialmente no Japão, chegando em 2003 ao Brasil. De suas principais idéias – uma das mais surpreendentes é a previsão de que aumentará a mobilidade social, a partir do acesso à educação formal.
Outra característica importante será a existência de duas forças de trabalho distintas à disposição dos empregadores: a das pessoas de menos e a de mais de 50 anos de idade. As empresas deverão remunerá-las também de modos diferentes: as primeiras necessitarão de renda constante e emprego estável; as segundas poderão cuidar dos trabalhos temporários.
Peter Drucker iniciou com o conceito de "(re)privatizações", que significa a privatização dos serviços públicos, como forma de reduzir a burocracia. O seu segundo conceito pode ser a "gestão por objetivos", ou seja, é um tipo de gestão caracterizada como um método de planejamento e avaliação, baseado em fatores quantitativos. Já o terceiro conceito é a "descentralização das empresas" que ele podia explicar como sendo a divisão de trabalho.

## Lista de publicações
- The End of Economic Man: The Origins of Totalitarianism (1939)
- The Future of Industrial Man (1942)
- Concept of the Corporation (1945) (A study of General Motors)
- The New Society (1950)
- The Practice of Management (1954)
- America's Next 20 Years (1957)
- Landmarks of Tomorrow: A Report on the New 'Post-Modern' World (1959)
- Power and Democracy in America (1961)
- Managing for Results: Economic Tasks and Risk-Taking Decisions (1964)
- The Effective Executive (1966)
- The Age of Discontinuity (1967)
- Technology, Management and Society (1970)
- Men, Ideas and Politics (1971)
- Management: Tasks, Responsibilities and Practices (1973)
- The Unseen Revolution: How the Pension Fund Came to America (1976)
- An Introductory View of Management (1977)
- Adventures of a Bystander (1979) (Autobiography)
- Song of the Brush: Japanese Painting from the Sanso Collection (1979)
- Managing in Turbulent Times (1980)
- Toward the Next Economics and Other Essays (1981)
- The Changing World of the Executive (1982)
- The Temptation to Do Good (1984)
- Innovation and Entrepreneurship: Practice and Principles (1985)
- The Frontiers of Management (1986)
- The New Realities (1989)
- Managing the Non-Profit Organization: Practices and Principles (1990)
- Managing for the Future: The 1990s and Beyond (1992)
- The Post-Capitalist Society (1993)
- The Ecological Vision: Reflections on the American Condition (1993)
- The Theory of the Business (1994)
- Managing in a Time of Great Change (1995)
- Drucker on Asia: A Dialogue Between Peter Drucker and Isao Nakauchi (1997)
- Peter Drucker on the Profession of Management (1998)
- Management Challenges for the 21st Century (1999)
- Managing Oneself (1999)
- The Essential Drucker: The Best of Sixty Years of Peter Drucker's Essential Writings on Management (2001)
- Leading in a Time of Change: What it Will Take to Lead Tomorrow (2001; with Peter Senge)
- The Effective Executive Revised (2002)
- Managing in the Next Society (2002)
- A Functioning Society (2003)
- The Daily Drucker: 366 Days of Insight and Motivation for Getting the Right Things Done (2004)
- The Effective Executive in Action (2005)

## Livros sobre Peter Drucker
- Beatty, Jack,  World According to Peter Drucker (1998) ISBN 068483801X
- Edersheim, Elizabeth Haas, "The definitive Drucker" (2007)  ISBN 139780071472333
- Edersheim, Elizabeth Haas, "A essência de Peter Drucker: uma visão para o futuro". trad. Afonso Celson C. Serra. (2007) ISBN 13 9788535220377
- Flaherty, John E., Peter Drucker: Shaping the Managerial Mind (1999) ISBN 0787947644
- Krames, Jeffrey A., Inside Drucker's Brain (br: A cabeça de Peter Drucker) (2010) ISBN 9788575426210
- Rosenstein, Bruce. "Living in more than one world" (2009) ISBN 9781576759684
- Rosenstein, Bruce. "O legado de Peter Drucker" (2010) Trad.  Carlos Cordeiro de Mello. ISBN 9788535236828
- Tarrant, John C., Drucker: The Man Who Invented the Corporate Society (1976) ISBN 0843607440

## Peter Drucker e o Brasil
Além dos seminários e conferências, Peter Drucker conhecia o Brasil por meio de três grandes ícones nacionais: a fabricante de aviões, Embraer; a companhia petrolífera Petrobrás e o ex-presidente Juscelino Kubitschek. Ozires Silva, o ex-presidente da Embraer é quem conta: "Drucker era fascinado pela história da Embraer e de como um país em desenvolvimento, como o Brasil, pôde desenvolver uma indústria de ponta e competirá com as nações mais industrializadas do mundo neste complexo segmento do mercado". Da mesma forma, Drucker considerava extraordinário o desenvolvimento da Petrobrás e seu potencial energético.
Em sua primeira visita ao Brasil, ainda nos anos 50, Drucker pôde conhecer o presidente Juscelino Kubitschek e apoiar sua decisão de construir Brasília, a capital do país. Numa entrevista à revista Exame, Drucker enfatizou a criação da nova capital federal como o acontecimento mais importante no país nos últimos 50 anos. "Brasília criou um Brasil diferente, voltado para seu interior".
Otimista com o futuro brasileiro, ele afirmou não concordar com a visão (mais em voga em fins dos anos 90) de que o Brasil havia fracassado em sua ânsia de se tornar uma nação desenvolvida. "Conheço os tremendos problemas brasileiros, mas houve enorme progresso, tanto social como econômico, mas, principalmente, psicológico".

## Fatos relacionados aos livros
Leitores dos livros de Peter Drucker:
- Os livros de Peter Drucker foram lidos por pessoas como Henry Ford (fundador da Ford Motor company) que utilizou o primeiro best-seller de 1946 o "Concept of the Corporation" para reconstruir sua fábrica no pós guerra, Bill Gates (o fundador da Microsoft), Andrew Grove (ex-presidente da Intel), Jack Welch (por 20 anos liderou a General Electric).

Origem do livro "Concept of the Corporation"ː
- O executivo Alfred Sloan, presidente da General Motors (na época a maior corporação do mundo), convidou Drucker para que estudasse a companhia. O estudo durou 18 meses e sugeriu algumas mudanças a Sloan mas elas foram rejeitadas. Drucker pregava a autogestão em vez da linha de montagem. Ele criticava pelo aspectos econômicos e humanos pois a linha se movia ao ritmo do operário mais lento e assim os mais rápidos se tornavam improdutivos e frustrados. Esse foi um dos princípios para que os japoneses ganhassem a dianteira no setor automobilístico nos anos 70 passando à frente da General Motors.[4]

## Influenciadores de Peter Drucker
Além de inúmeros acréscimos na administração é importante relatar as bases de Peter, isto é, seus influenciadores. Um deles é Sigmund Freud, em quem Peter se baseou para observar as relações psicológicas, humanas e de poder. Peter Drucker foi profundamente influenciado por Ludwig von Mises,[carece de fontes?] que também era amigo de seu pai em Viena, o qual passou para Drucker os preceitos de liberalismo econômico que lhe inspiraram a ideologia de um estado com pouca burocracia.